# Auguste Descarries
Auguste Descarries   (Lachine, 26 de novembre de 1896 - Montreal, 4 de març de 1958) és organista, pianista, compositor i professor quebequès.
Auguste Descarries és un músic quebequès el nom del qual mereix ser integrat a la història musical del Quebec per les seves obres i per la seva implicació en el medi cultural de la seva època. Com a pianista, va formar part del moviment escolar alemany representat pels dos grans pedagogs del segle xix, Franz Liszt i Teodor Leszetycki. Com a compositor, és l'hereu de la tradició beethovènia defensada per molts compositors russos dels conservatoris imperials de Sant Petersburg i Moscou, inclosos Leon i Iuli Koniús, Georgy Catoire, Alexander Glazunov i Nikolai Medtner.

## Biografia
Auguste Descarries va néixer en el si d'una família benestant i educada. El seu pare, Joseph Adélard Descarries, era advocat, diputat conservador (provincial i federal) i alcalde de Lachine. La seva mare, Célina-Elmire Lepailleur, va estudiar amb Victoria Cartier, professora, pianista i organista (sobretot a l'església de Saint-Viateur a Outremont). El 1921, Auguste Descarries es va casar amb Marcelle Létourneau. D'aquesta unió naixeran tres fills: Michel, Laurent i Francine.

## Estudis
Auguste Descarries és un dels pocs músics del Quebec que va estudiar clàssica en aquell moment, primer al col·legi Saint-Laurent i després al col·legi Sainte-Marie. Va començar un curs de dret a la Universitat de Montreal mentre continuava els seus estudis musicals de piano, orgue i composició amb els mestres de l'època, inclosos Hector (Jean) Dansereau, Arthur Letondal, Rodolphe Mathieu i Alfred Laliberté, el seu mentor. Va ser deixeble de Paul Lutzenko, ajudant de Teodor Leszetycki. Descarries també va poder descobrir les obres d'aquest darrer gràcies a sis concerts dirigits a Mont-real entre 1915 i 1919 per Modeste Altschuler.
El 1921 va guanyar el Prix d'Europe. En arribar a París, es va matricular per primera vegada a l'Escola Normal de Música. El director de la secció de piano de l'ENMP, Isidor Philipp, dirigeix el jove candidat del Quebec al pianista rus Léon Conus, deixeble de Pàvel Pabst, que ell mateix havia estudiat amb Liszt. Conus només va ensenyar uns mesos a l'ENMP i, després, el 1923 va ajudar a fundar el Conservatori Rus a París. Després d'haver pres classes d'orgue amb Marcel Dupré, de piano amb Alfred Cortot i d'escriptura amb Georges Dandelot i Laurent Cellier, Descarries va deixar "l'École normale" per prendre classes particulars amb el pianista Conus i, durant sis mesos, amb el compositor rus de francès. Georges Catoire, que es va allotjar a París del gener al juny de 1923. El mateix any, Descarries va rebre una beca de "l'Académie de musique du Québec" que li va permetre continuar la seva formació en composició i música. Pelliot. Durant aquest període, va conèixer diversos músics russos, inclosos els germans de Léon Conus, Jules, violinista i Georges, teòric, a més de Sergei Rachmaninoff, Nikolai Medtner, Alexandre Glazunov i el pianista i director Alexandre Ziloti, un altre deixeble de Liszt.
Segons la musicòloga Marie-Thérèse Lefebvre, tots aquests músics als quals assisteix Descarries són de la mateixa generació i comparteixen la mateixa visió de l'art musical, influenciat per la bellesa de la música religiosa ortodoxa i allunyat de l'orientació moderna que representava llavors Ígor Stravinski i Serguei Prokófiev. Cap al final de la seva estada a París, el 27 de febrer de 1929, Auguste Descarries va oferir el seu primer recital públic a la Salle du Conservatoire, al qual havien de seguir altres sis concerts. Va tornar a Mont-real el 16 de desembre següent.

## Carrera
Quan es va traslladar a Mont-real a principis de 1930, Descarries es va trobar amb diverses trampes. D'una banda, l'arribada del cinema parlant i la crisi econòmica provocada per la caiguda de l'octubre de 1929 van colpejar durament el món musical i, en particular, el Conservatori Nacional de Música, que intenta revifar sota la direcció d'Eugène, juntament amb Descarries com a professor de piano.
Per tant, en un entorn relativament difícil, Descarries va començar la seva carrera com a pianista oferint, el 1930, una sèrie de 23 recitals, el primer dels quals va tenir lloc el 20 de gener a l'hotel Windsor. El 8 de març de 1931 va començar una segona gira amb un recital a Sa Majestat. Posteriorment, es va dedicar al repertori de música de cambra i va fundar l'"Euterpe Music Society", que presentaria una sèrie de concerts de ràdio del 1933 al 1935.
Com a professor, va ensenyar al Conservatori Nacional de Música (CNM) durant dos anys, després amb les Germanes de Sainte-Anne a Lachine i amb les Germanes de la Presentació de Maria a Saint-Hyacinthe, a més de les lliçons privades que dona al seu propi estudi. Mestre atent a les necessitats dels seus alumnes, el 1945 fundà "L'Entraide de l'Ecole Auguste Descarries" per tal d'animar-los a actuar regularment en públic. Després d'intentar, sense èxit, obtenir el lloc de Léo-Pol Morin (que va morir accidentalment el maig de 1941) a "l'École supérieure de musique d'Outremont", va esdevenir professor del nou Conservatori de música del Québec el 1943, esmentem Gaston Allaire, Lise Deschamps, Jean Deslauriers, Ève Gagnier, Fernand Graton, Samuel Levitan, Marcelle Martin i Gilles Potvin.

Durant aquests mateixos anys, va ser professor i articulista a "La Quinzaine Musicale" (diari CNM), "La Lyre, La Revue moderne" i "Opinions", i va escriure onze articles a "La Province" el 1937. La seva carrera va fer un gir el 1938: va actuar el seu concert per a piano i orquestra titulat Canadian Rhapsody amb la Société des concerts symphonique de Montréal i, després d'haver ocupat el càrrec d'organista durant un temps a l'església de Saint-Germain, va ser nomenat mestre de cor a l'església de Saint-Germain, Outremont. Al llarg dels seus vint anys de servei a la tribuna, malgrat la presència d'organitzadors designats, no dubtarà en oferir alguna que altra improvisació després dels serveis religiosos que desperti admiració. Un amic de la universitat, René Guénette, recorda aquestes qualitats d'improvisació quan Descarries era un jove estudiant:
| « | <Al petit orgue de la bella església dels jesuïtes al carrer Bleury, Auguste Descarries ja tocava magníficament. Els seus acompanyaments a la missa alta i les vespres dominicals eren sempre litúrgics i bells. Els himnes de la missa diària eren més fantasiosos, però la seva originalitat no va restar importància a la seva mida, riquesa ni pietat. Els entrants, les ofrenes, els passos sovint provenien de la inspiració del jove músic. Una forta personalitat ja caracteritzava aquestes explosions juvenils.> | » |

- René Guénette, Le Canada, 21 de gener de 1930, p. 4.
No només compondrà moltes obres religioses, sinó que també se li demanaran diversos càrrecs administratius. En particular, participa en els jurats dels Premis Europeus i en el comitè, format per la secretària provincial Albiny Paquette, responsable d'estudiar l'estat de l'educació musical al Quebec. Del 1938 al 1941 fou vicepresident de la Comissió Diocesana de Música Sacra i president de l'Acadèmia de música del Québec. Quan es va fundar la Facultat de Música de la Universitat de Mont-real el 1950, va ser nomenat vicedegà. Uns anys més tard, el 8 de març de 1956, Descarries va oferir un recital de comiat a "l'Auditorium du Plateau" en un programa que comprenia obres de Bach, Chopin, Debussy, Franck, Medtner i Rachmaninov, a més de dues de les seves composicions, Aubade i Sarcasm.
Com a compositor, Descarries va escriure moltes obres, aproximadament la meitat abans del 1935. Només unes poques han estat editades o interpretades en concert. Gairebé tots els seus manuscrits es poden trobar als documents dipositats al Departament d'Arxius de la Universitat de Montreal.